# Hornera edwardsii
Hornera edwardsii is een mosdiertjessoort uit de familie van de Horneridae. De wetenschappelijke naam van de soort is voor het eerst geldig gepubliceerd in 1847 door d'Archiac.